# فرودگاه تاپلجونگ
فرودگاه تاپلجونگ (به انگلیسی: Taplejung Airport) یک فرودگاه همگانی با کد یاتا TPJ است. این فرودگاه در کشور نپال قرار دارد.